# 루커스 수학 석좌 교수
| 연도 | 이름                                 |
| ---- | ------------------------------------ |
| 1664 | 아이작 배로(Isaac Barrow)            |
| 1669 | 아이작 뉴턴                          |
| 1702 | 윌리엄 휘스턴(William Whiston)       |
| 1711 | 니컬러스 손더슨(Nicholas Saunderson) |
| 1739 | 존 콜슨(John Colson)                 |
| 1760 | 에드워드 웨어링                      |
| 1798 | 아이작 밀너(Isaac Milner)            |
| 1820 | 로버트 우드하우스(Robert Woodhouse)  |
| 1822 | 토머스 터턴(Thomas Turton)           |
| 1826 | 조지 비델 에어리                     |
| 1828 | 찰스 배비지                          |
| 1839 | 조슈아 킹(Joshua King)               |
| 1849 | 조지 가브리엘 스토크스               |
| 1903 | 조지프 라모어                        |
| 1932 | 폴 디랙                              |
| 1969 | 제임스 라이트힐(James Lighthill)     |
| 1979 | 스티븐 호킹                          |
| 2009 | 마이클 그린                          |

루커스 수학 석좌 교수(영어: Lucasian Chair of Mathematics)는 케임브리지 대학교의 수학 관련 분야의 교수직 가운데 하나이다.
이 직책은 1639년부터 1640년까지 케임브리지 대학교 의회 의원이었던 헨리 루커스에 의해 1663년 만들어졌으며, 왕으로부터 공식으로 승인된 것은 1644년 1월 18일 찰스 2세에 의해서였다.
루커스는 그의 유언장에서 4000권의 책 상당의 도서관을 대학에 기증했으며,그의 부동산의 이자에서 나오는 해마다 100 파운드를 교수 기금으로 출연했다. 루커스가 내건 조건은 석좌 교수가 교회에서 활동하면 안 된다는 것이었다. 당시 케임브리지 대학교에서의 모든 교수는 성직을 겸해야 했으나, 루커스 수학 석좌 교수가 된 아이작 뉴턴은 이 조항을 근거로 성직을 겸하지 않으려 하였다. 왕 찰스 2세는 이를 수용하여, 이후 루커스 수학 석좌 교수는 다른 교수들과 달리 성직을 겸하지 않게 되었다.
현재의 루커스 석좌 교수는 이론물리학자 마이클 그린이며, 스티븐 호킹의 뒤를 이어서 2009년 10월에 지명됐다.

## 기타
TV 시리즈 《스타 트렉》의 주인공들 중 한 명인 인조 인간 "데이터"(Professor Data)는 루커스 수학 석좌 교수직을 가지고 있다. 이 에피소드는 2395년 경을 무대로 하고 있다.

## 같이 보기
- 스티븐 호킹
- 마이클 그린
- 스타 트렉

## 참고
- 케임브리지 대학교 루커스 수학 석좌 교수에 대한 간략한 역사가 있다.
- 케임브리지 대학교 수학과의 루커스 수학 석좌 교수